# Tony Charnell
Tony Charnell – brytyjski kierowca wyścigowy.

## Kariera
Charnell rozpoczął karierę w międzynarodowych wyścigach samochodowych w 1969 roku od startu w jednym z wyścigów sezonu Brytyjskiej Formuły 5000. Z dorobkiem osiemdziesięciu punktów uplasował się tam na 39 pozycji w klasyfikacji generalnej. W późniejszych latach Brytyjczyk pojawiał się także w stawce Interserie, 24-godzinnego wyścigu Le Mans (w latach 1977-1979) oraz World Challenge for Endurance Drivers.